# Neolecteria
Neolecteria is een ondergeslacht van het geslacht van insecten Lecteria binnen de familie steltmuggen (Limoniidae).

## Soorten
Deze lijst van 1 stuks is mogelijk niet compleet.
- L. (Neolecteria) bipunctata (Edwards, 1926)